# Histoire de l'Asie du Sud-Est
 (février 2018).
Si vous disposez d'ouvrages ou d'articles de référence ou si vous connaissez des sites web de qualité traitant du thème abordé ici, merci de compléter l'article en donnant les références utiles à sa vérifiabilité et en les liant à la section « Notes et références ».

Les pays de l'ASEAN en 2009 : ils coïncident presque avec ceux de l'Asie du Sud-Est.

L'expression Asie du Sud-Est n'est pas très ancienne. Elle remonte à la création en 1943 du South East Asia Command. On utilisait auparavant le couple Indochine (Asie du Sud-Est continentale) et Insulinde (Asie du Sud-Est insulaire).

## Préhistoire
Les études génétiques suggèrent qu'il existe une division profonde entre les populations de l'Eurasie orientale, remontant à plus de 40 000 ans, un ensemble de populations issues de groupes liés à l'homme de Tianyuan et des populations ayant des affinités avec les peuples autochtones du sud-est de l'Eurasie et de l'Australie (nommés en anglais Ancestral Ancestral South Indians AASI) comme les Onges, les Negritos de Malaisie et des Philippines et les Océaniens. Les populations modernes d'Asie de l'Est et du Sud-Est peuvent être considérées comme un mélange entre ces deux groupes, sous diverses impulsions et vagues.

Dispersion des peuples Austronésiens
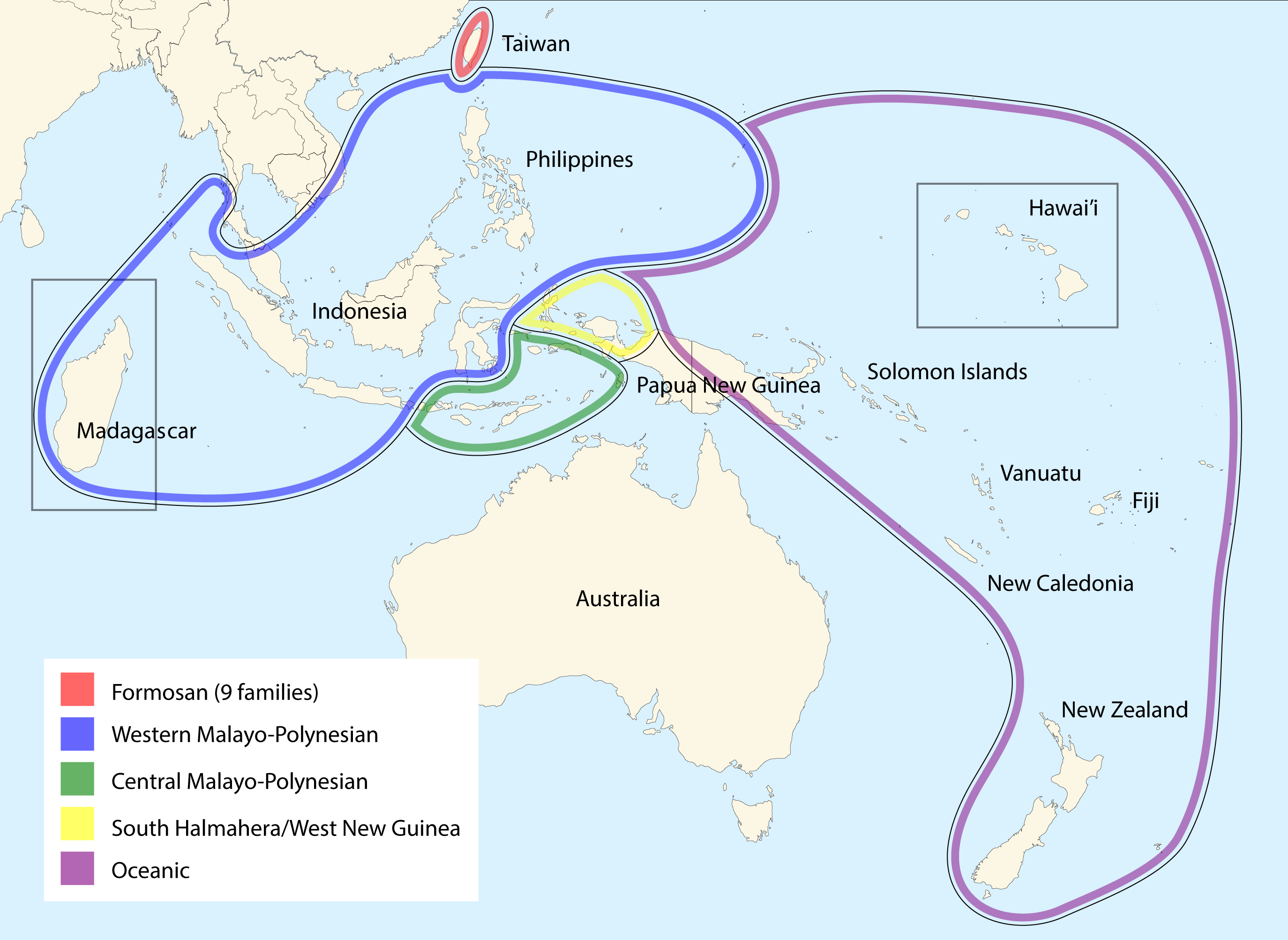
Langues austronésiennes
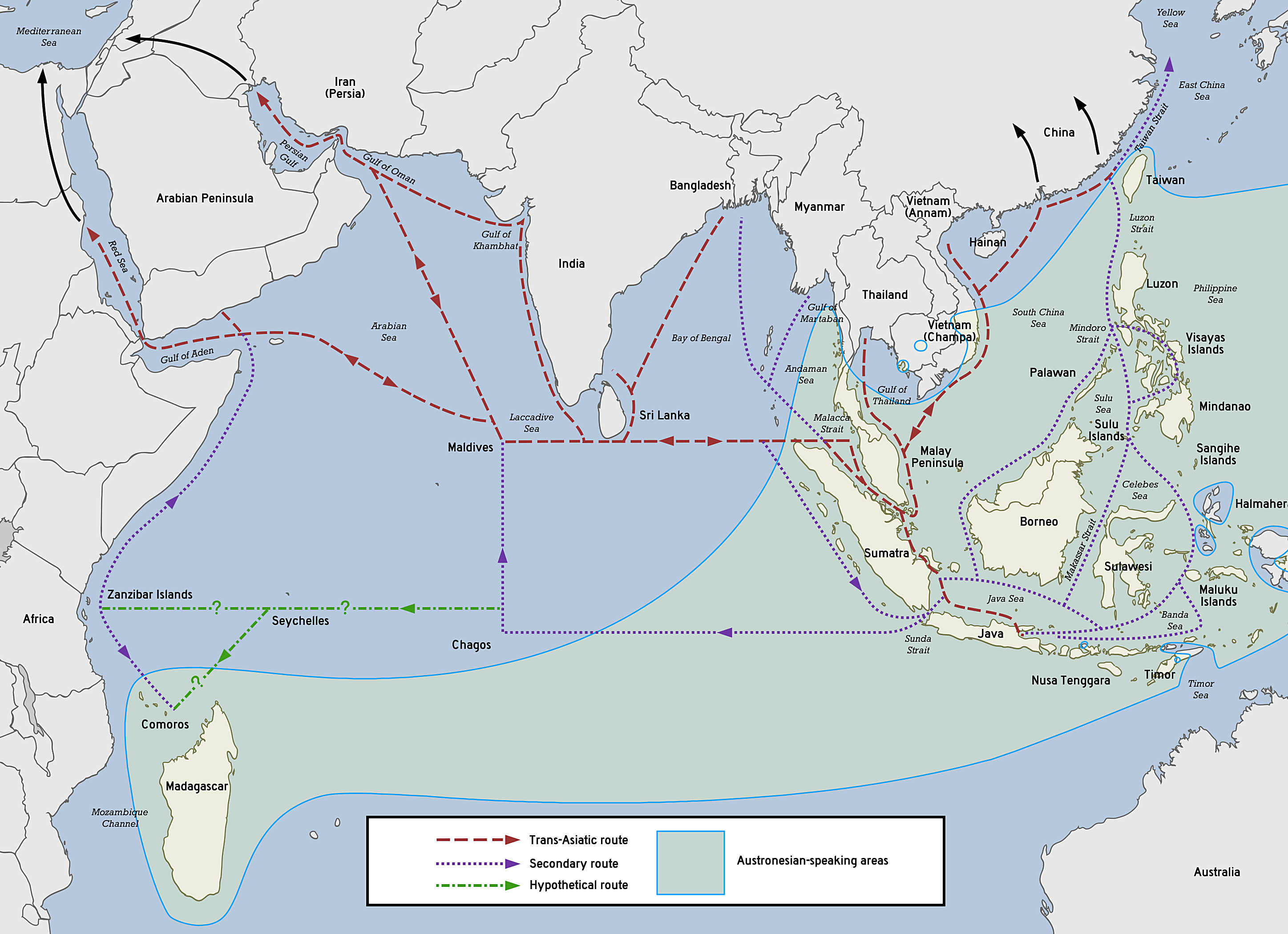
Réseau commercial maritime austronésien dans l'Océan Indien

## L'Asie du Sud-Est continentale
On a découvert dans le village de Dong Son au nord du Viêt Nam, les vestiges d'une culture du bronze, sans doute arrivée depuis le nord vers 300 av. J.-C. Les plus connus de ces objets de bronze sont des tambours de bronze rituels. Riziculteurs, les Dong Son ont transformé le delta du fleuve Rouge en une grande région productrice de riz. L'essentiel de cette culture disparaît avec la conquête de la région par les Chinois au IIe siècle av. J.-C.
Les Dong Son avaient des échanges avec d'autres peuples d'Asie du Sud-Est. L'influence de leur art s'étend sur une région qui couvre, outre l'actuel Viêt Nam, le Laos, le Cambodge et l'Indonésie. Elle se traduit par une grande diversité d'objets rituels en bronze, souvent décorés de motifs humains ou animaux, moulés par la méthode de la cire perdue dans laquelle le métal est fondu dans des moules en cire, parmi lesquels des tambours rituels et des haches.
L'actuelle Birmanie serait la première région de l'Asie du Sud-Est continentale à entrer en contact avec l'Inde. Selon la tradition bouddhique, dès le IIIe siècle av. J.-C., l'empereur Ashoka aurait eu des contacts avec les Môns, un peuple qui habite le sud de la Birmanie et une partie du centre de la Thaïlande. Toutefois, les premiers vestiges indiens dans le bassin du fleuve Irrawaddy en Birmanie ne datent que du Ve siècle. C'est en tout cas par les Môns que l'influence indienne touche les Birmans.
Des sites découverts sur la rive ouest du fleuve Chao Phraya en Thaïlande, datés du VIe au XIe siècle, ont révélé une civilisation à laquelle les historiens thaïlandais ont donné le nom de Dvaravati, en raison du nom Sridvaravati gravé sur des pièces de monnaie trouvées sur ces sites. Les gens de Dvaravati étaient Môn et de religion bouddhique.
Le site d'Óc Eo dans le sud du Viêt Nam a révélé une culture qui s'est répandue au Vietnam, au Cambodge et en Thaïlande. Cette culture, dont rien ne dit qu'elle n'est pas khmère mais qui montre une nette influence indienne, entretenait des relations avec la Chine. Les premiers textes chinois concernant l'Asie du Sud-Est apparaissent au IIIe siècle. Ils parlent d'un royaume qu'ils appellent Fou-nan et dont l'apogée semble avoir été le règne de Fàn Shīmàn (vers 205 – vers 225). L'art et l'architecture religieuse du Founan étaient probablement en matières périssables. Seuls quelques buddha très dégradés, découverts dans le delta du Mékong, laissent supposer qu'ils n'étaient pas les seuls.
Au Ve siècle les Khmers, un peuple cousin des Môns, sont déjà établis dans l'actuel Cambodge et dans le sud de l'actuel Viêt Nam. Au début du VIe siècle, les textes chinois mentionnent un royaume qu'ils appellent Chenla et, selon l'état des recherches en 2020, le changement de nom donné par les Chinois ne signifie rien de plus ; la transition de Funan à Chenla pourrait bien s'être faite sans rupture selon un basculement du pouvoir le plus puissant d'une contrée à une autre. Ce royaume, peuplé par des populations qui semblent être Khmers, s'étend sur le Cambodge actuel et le plateau de Korat, dans le nord-est de la Thaïlande actuelle, mais aucune frontière nette n'existe, le pouvoir allant en s'amenuisant progressivement dans l'espace. C'est de cette époque que datent les premiers travaux hydrauliques pour rendre cultivable le delta du Mékong. L'art préangkorien se manifeste dans les groupes de temples en briques et dans la sculpture en grès.

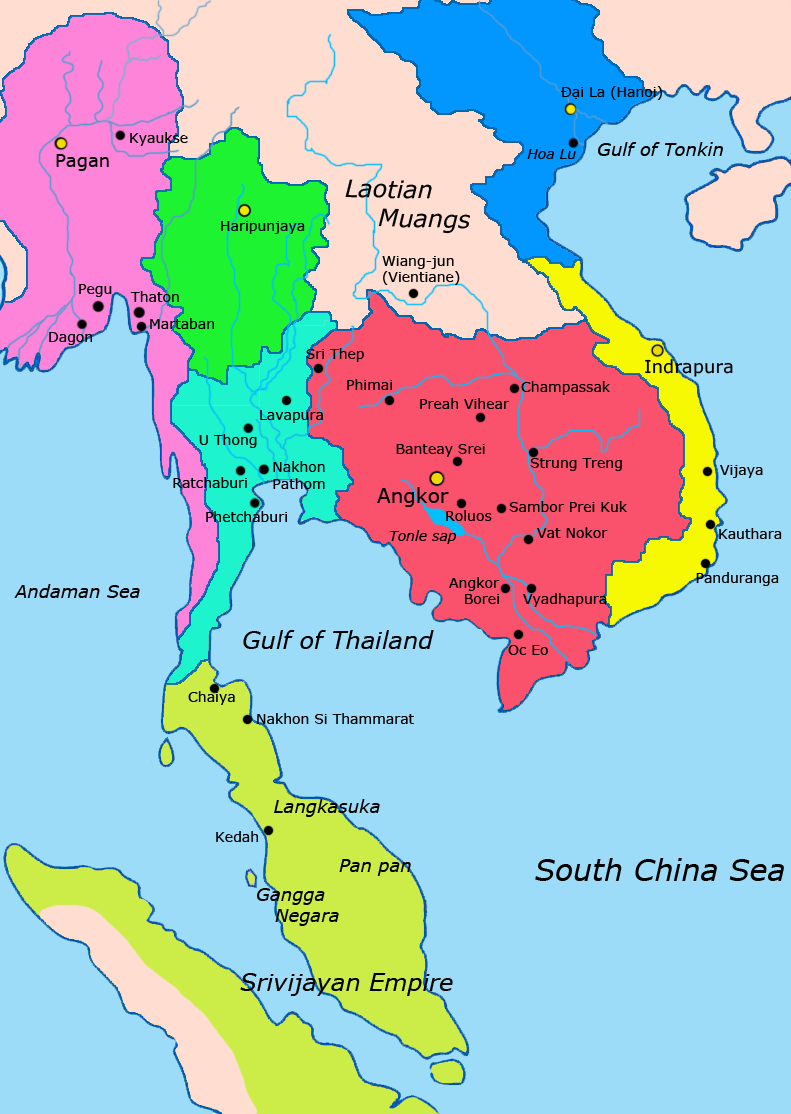
L'Indochine au XIe siècle :
Rose : Royaume de Pagan
Vert : Haripunchai
Bleu clair : Royaume de Lavo
Rouge : Empire khmer
Jaune : Champa
Bleu : Dai Viet
Vert pâle : Srivijaya.

Au début du VIIe siècle, le roi khmer Içanavarman établit sa capitale à Sambor Prei Kuk, au nord de l'actuelle Kompong Thom, mais cinquante ans plus tard, Jayavarman Ier transfère la capitale à Angkor Borei (de). Le VIIIe siècle est une période de troubles pour les Khmers. Le royaume du Tchen-la éclate d'abord en deux royaumes rivaux, puis en cinq principautés.
Vers le VIIe siècle arrivent en Birmanie les Pyu, qui s'installent dans le bassin de l'Irrawaddy dans le sud et fondent des cités-États dont la plus importante est Sri Ksetra. La Birmanie est alors sur une route commerciale terrestre reliant la Chine à l'Inde.
Plus au nord, les Birmans commencent également à s'établir dans la région. En 849, ils fondent Pagan, qui s'étend progressivement vers le sud et prend la ville môn de Thaton en 1057. Le royaume de Pagan est menacé par les Mongols au nord, qui prennent finalement Pagan en 1287.
Selon la tradition, des chefs de clan thaïs renversent leur suzerain khmer à Sukhothai en 1238 et y fondent un nouveau royaume.
Le royaume hindouiste du Champa a occupé la zone centrale du Viêt Nam actuel entre les IIe et XVIIe siècles. Au début du Ve siècle, le moine bouddhiste chinois Faxian, sur le chemin du retour d'Inde en Chine, fait escale et décrit « le fort nez droit et les cheveux noirs et bouclés » de ses habitants ainsi que leurs pratiques funéraires de la crémation au son des tambours.
La notion de zomia permet de mieux appréhender une partie des conflits, pré-coloniaux, coloniaux et post-coloniaux, d'antagonismes et de complémentarités entre des zones (basses terres) sous contrôle gouvernemental à économie de riziculture irriguée et zones (hautes terres) hors contrôle gouvernemental : Zomia (2009).

## Le réseau maritime

Ceinture de feu du Pacifique
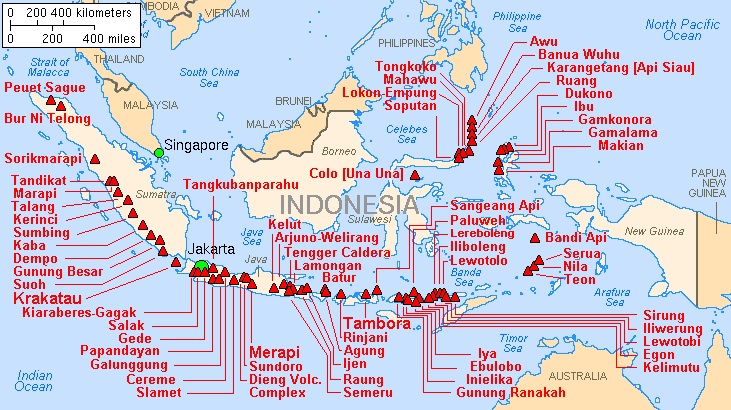
Carte des volcans indonésiens
Écozone Indomalaise
Écozone australasienne

Des fouilles récentes en Indonésie montrent qu'au Ier siècle apr. J.-C. existe un réseau de cités portuaires qui commercent entre elles et avec la Chine et l'Inde. Les objets trouvés à ce jour tendent à montrer que ces cités partageaient une culture commune qui ne semble pas encore avoir adopté des éléments indiens. Le centre de ce réseau était le royaume du Fou-nan.
Le moine bouddhiste chinois Faxian, rentrant d'Inde en Chine, fait une escale forcée en 413 à "Ye-po-ti", c'est-à-dire "Yavadvipa", nom que les Indiens donnaient à l'île indonésienne de Java à l'époque. Des inscriptions trouvées dans l'ouest de Java, que l'on a datées des environs de 450 ap. J.-C., mentionnent un royaume appelé Tarumanagara et son roi Purnawarman.
Deux facteurs vont déplacer le centre de gravité de ce réseau commerçant. D'une part, l'essor d'un autre royaume connu sous son nom chinois, le Tchen-La, situé dans l'actuel Cambodge, dont la puissance repose sur une agriculture prospère permise par l'utilisation des eaux du lac Tonlé Sap, éclipse rapidement l'importance du Fou-nan, dont l'économie repose essentiellement sur le commerce maritime. D'autre part, le développement du commerce de la Chine avec l'Inde et le Moyen-Orient, dont la route maritime passe par le détroit de Malacca, se traduit par l'essor de la cité-État de Sriwijaya dans le sud de l'île indonésienne de Sumatra. Désormais, le centre du commerce maritime de l'Asie du Sud-Est est le détroit de Malacca et les États qui le contrôlent.

## Création de l'ensemble régional

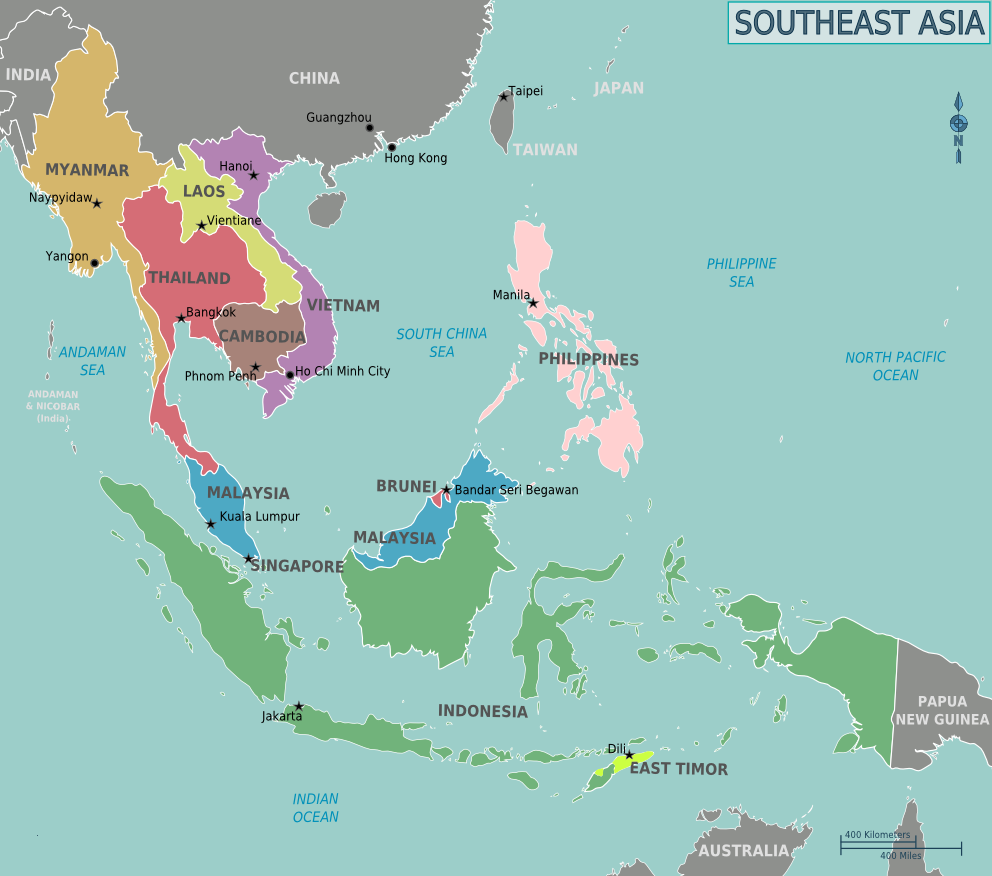
Carte politique

La création en 1967 de l'Association des Nations d'Asie du Sud-Est, plus connue sous son sigle anglais d'ASEAN (Association of South East Asian Nations) marque une conscience chez les États fondateurs d'appartenir à un même ensemble régional.
La chose n'allait pas de soi. L'expression "Asie du Sud-Est" est en effet très ancienne. Elle remonte bien avant la création en 1943 du South East Asia Command (SEAC), destiné à prendre en charge l'ensemble des opérations alliées dans la région. L'engagement des États-Unis au Vietnam au nom d'une "théorie des dominos" va redonner une nouvelle vitalité au concept. Celle-ci affirme en effet que si le Vietnam du Sud passe au communisme, la chute de ce premier domino entraînera celle des pays voisins et de proche en proche, l'ensemble de l'Asie du Sud-Est. C'est d'ailleurs cette vision qui pousse les États-Unis à encourager la création de l'ASEAN par 6 pays qu'unit la crainte du communisme : l'Indonésie, la Malaisie, les Philippines, Singapour et la Thaïlande.
Cela dit, ces nations avaient déjà le sentiment d'avoir des liens historiques entre elles. L'Indonésie, la Malaisie et Singapour, même si cette dernière a une population à majorité chinoise, partagent la langue malaise et une histoire commune à l'époque des sultanats malais. Ces trois pays partagent avec les Philippines une communauté linguistique, celle des langues austronésiennes. Enfin, l'Indonésie et la Thailande partagent des éléments culturels venus de l'Inde, notamment les grandes épopées du Mahabharata et du Ramayana. En devenant indépendant en 1984, le sultanat de Brunei, qui appartient lui aussi au monde malais, rejoignait tout naturellement l'ASEAN.
L'anti-communisme fondateur de l'ASEAN était par définition un obstacle à l'entrée du Viêt Nam, du Laos et du Cambodge. Le cas du Myanmar (Birmanie) posait d'autres problèmes. Finalement, ces pays rejoindront l'association entre 1995 et 1999. L'Asie du Sud-Est se retrouvait au complet au sein d'une même organisation, renouant avec une histoire de quelque 2 000 ans.

## Histoires par zone géographique ou nation
Ci-dessous la liste (non exhaustive) des histoires nationales de l'Asie du Sud-Est par ordre alphabétique :
- Insulinde / Asie du Sud-Est insulaire
  - Histoire de Bornéo 5Brunei/Indonésie/Malaisie)
  - Histoire du Brunei
  - Histoire de l'Indonésie
  - Histoire de la Malaisie (Malaisie orientale)
  - Histoire des Philippines
  - Histoire de Singapour (parfois rattaché, en raison de sa population à majorité chinoise, à l'Asie de l'Est)
  - Histoire du Timor oriental (non membre de l'ASEAN);

- Indochine / Asie du Sud-Est continentale
  - Histoire de la Birmanie
  - Histoire du Cambodge
  - Histoire du Laos
  - Histoire de la Malaisie (Malaisie péninsulaire)
  - Histoire de la Thaïlande
  - Histoire du Viêt Nam (parfois rattaché, pour des raisons culturelles, à l'Asie de l'Est)

#### Préhistoire & protohistoire
- Humains archaïques en Asie du Sud-Est (en)
- Préhistoire de l'Asie du Sud-Est
- Histoire génétique des Est-Asiens (en)
- Insulinde, Austronésiens (3500-2000 AEC), Australoïde, Hoabinhien
- Bateaux austronésiens (en)
- Peuplement de l'Asie du Sud-Est
- Humains archaïques en Asie du Sud-Est (en)
- Sites archéologiques d'Asie du Sud-Est
- Archéologues su Sud-Est asiatique (en)
- Histoire de la culture du riz (en) (11500 AEC, Chine)
- Plantes et animaux domestiqués d'Austronésie (en)
- Groupes ethniques de l'Asie du Sud-Est (en)

#### Histoire
- Nusantao (Nusantao Maritime Trading and Communication Network, réseau de commerce et de communications maritime des Nusantao)
- Commerce dans l'Océan Indien
- Indianisation de l'Asie du Sud-Est (dès 500 AEC / 2500 BP)
- Mandala (modèle politique) (en)
- Histoire du commerce des épices
- Arts du combat de l'Insulinde
- Relations entre l'Empire romain et la Chine, échanges commerciaux entre la Rome antique et l'Inde
- Histoire de l'influence indienne en Asie du Sud-Est (dès 500 AEC)
- Indosphère
- Sanskritisation (en)
- Liste de royaumes, empires et dynasties hindous (en Inde et hors d'Inde) (en)
- Route de la soie maritime (en) (150c-1450c)
- Chersonèse d'Or (Insulinde), Chryse et Argyre
- Bouddhisme en Asie du Sud-Est (en)
- Histoire de l'Islam en Asie du Sud-Est (en) (dès 878)
- Expéditions maritimes de Zheng He (1405-1433)

##### 1500
- Archéologie de l'Asie du Sud-Est après 1500 (en)
- Liste d'explorateurs, Explorateurs de l'Asie, Liste d'explorateurs maritimes (en), Grandes découvertes
- Chronologie de l'exploration européenne de l'Asie (en)
- Impérialisme occidental en Asie, Traités inégaux, Géostratégie

##### 1900
- Théâtre d'Asie du Sud-Est de la Seconde Guerre mondiale
- Océan Indien durant la Seconde Guerre mondiale
- Histoire des relations civils-militaires en Asie du Sud-Est (en)
- Séisme et tsunami de 2004 dans l'océan Indien
- Pandémie de Covid-19 en Asie du Sud-Est (2019-2021)
- Brume de pollution en Asie du Sud-Est (en)

#### Japon (1926-1946)
- Expansionnisme du Japon Shōwa (1926-1945)
  - Sphère de coprospérité de la Grande Asie orientale
  - Théâtre du Pacifique de la Seconde Guerre mondiale (1941-1945)
  - Seconde guerre sino-japonaise (1937-1945)
  - Théâtre du Pacifique Sud-Ouest de la Seconde Guerre mondiale (1941-1945)
  - Invasion des Indes orientales néerlandaises (1941-1943)
  - Occupation japonaise des Indes néerlandaises (1942-1945)
  - Crimes de guerre du Japon Shōwa, Tribunal militaire international pour l'Extrême-Orient (1946)

#### Chine (depuis 1945)
- Mer de Chine méridionale, piraterie en mer de Chine (depuis 1400 environ)
- Sphère culturelle chinoise, Grande Chine, politique d'une seule Chine, sinophonie (en)
  - Politique étrangère de la république populaire de Chine
  - Siècle chinois (nouvelle Pax sinica ?)
  - Conflit en mer de Chine méridionale
  - Association des nations de l'Asie du Sud-Est (1967, ASEAN)
    - ASEAN Free Trade Area (1992, AFTA), Zone de libre échange de l'ASEAN
    - ASEAN plus trois (1997, Chine / Japon / Corée du Sud)
    - Sommet de l'Asie orientale (2005, EAS)

  - Conflit en mer de Chine méridionale (2000-)
  - Organisation de coopération de Shanghai (2001, OCS)
  - Nouvelle route de la soie (2013)
  - Route de la soie maritime du 21e siècle (en)
  - Stratégie du collier de perles
  - Grande muraille de sable (2014-)

#### Multilatéralisme
- Association des nations de l'Asie du Sud-Est (1967, ASEAN, première version)
- Coopération économique pour l'Asie-Pacifique (1989)
- Accord de partenariat transpacifique (2016, Trans-Pacific Partnership, TPP)
- Partenariat économique régional global (2020, Regional Comprehensive Economic Partnership, RCEP)
- East Asian Community (en) (EAC, en projet)